# Eryl McNally
Pour les articles homonymes, voir McNally.
Eryl Margaret McNally, née le 11 avril 1942 à Bangor, est une femme politique britannique.
Membre du Parti travailliste, elle est députée européenne de 1994 à 2004.